# 국제사법재판소 사건 목록
국제 사법 재판소 사건 목록은 권고적 의견을 포함한 국제 사법 재판소의 주요한 판례 목록이다.

## 20세기 판례
1949년
- 국제연합 근무중 입은 손해배상에 관한 사건 (1949년 4월 11일)
- 코르푸 해협 사건 (1946~1948년, 판결: 1949년 12월)

#### 1951년
- 노르웨이 어업사건

#### 1952년
- 앵글로 이라니안 석유회사 사건

#### 1970년
- 바르셀로나 트렉션 사건 (1970년 2월 5일)

1986년
- 니카라과 사건

## 21세기 판례
2004년
- 일본 고래 포경 사건
- 이스라엘 요르단강 서안 지구 분리 장벽

#### 2008년
- 페드라브랑카섬 분쟁

#### 2023년
- 남아프리카 공화국 v. 이스라엘 (집단살해 협약)

## 같이 보기
- 유엔 안전 보장 이사회 결의
- 국제사법재판소
- 국제법